# 北京天桥
39°53′02″N 116°23′33″E / 39.88397°N 116.39245°E

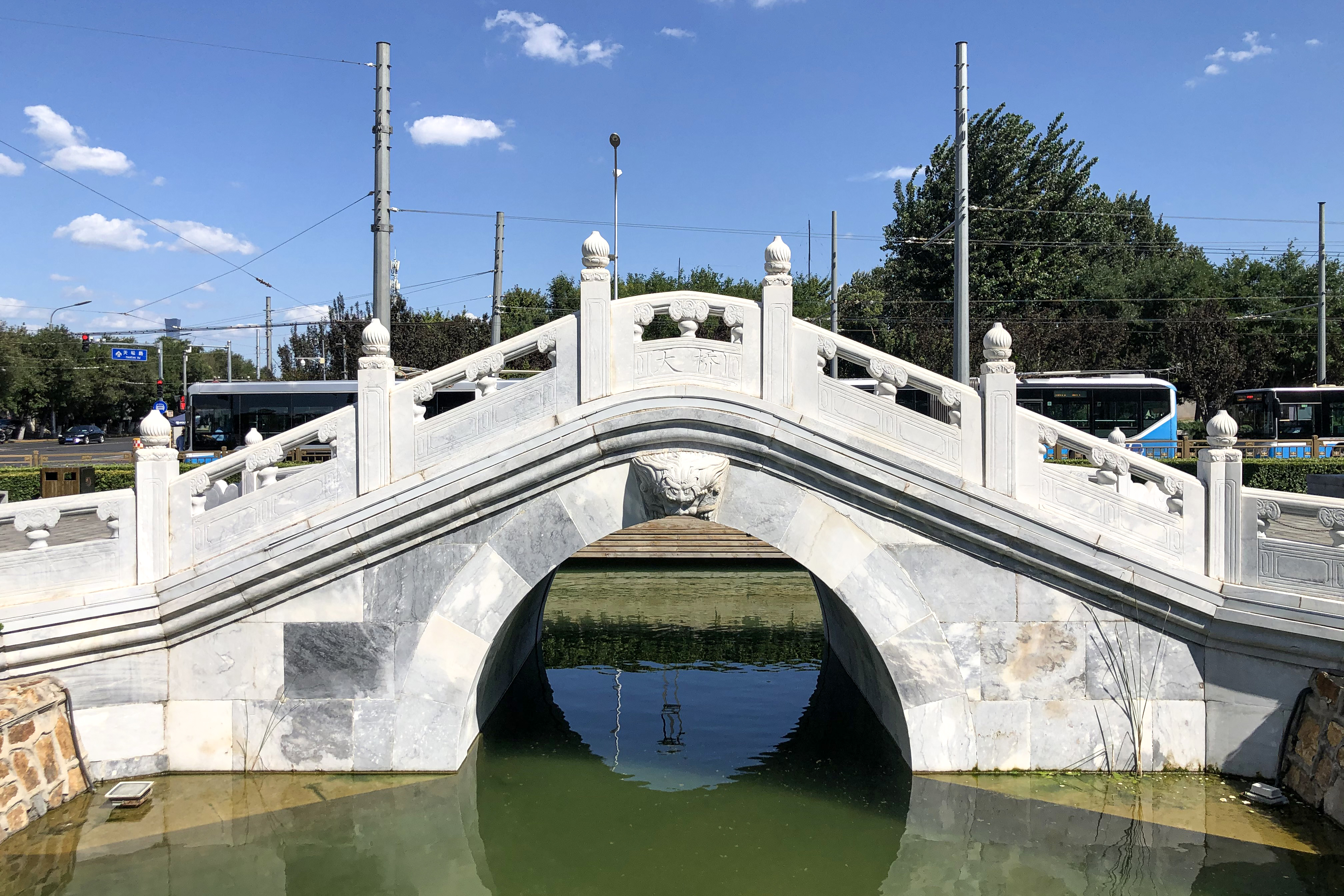
复建的天桥

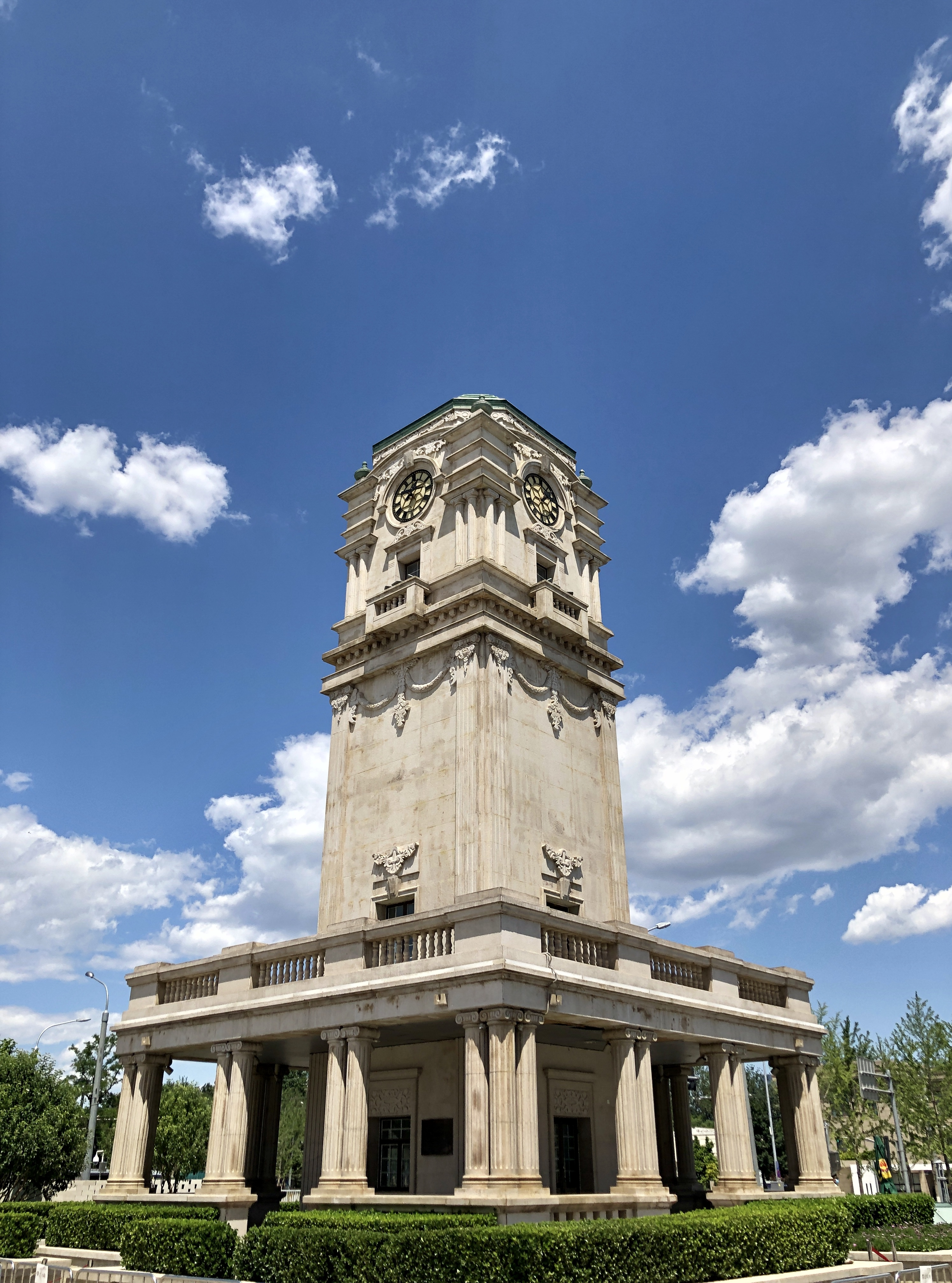
位于北京天桥艺术中心北侧钟楼

天桥是对北京市西城区永定门内大街中段附近地区的统称。在清朝和民国年间天桥地区曾经是北京最大的市井娱乐中心。许多民间艺术家在天桥撂地表演，各种流行于中国北方的民间艺术形式都能够在这里找到；除了民间艺术表演，北洋政府时期在天桥地区附近还先后兴建了新世界游艺园、城南游艺园等现代游艺设施，天桥文化是旧京社会底层文化的代表。

## 释名
天桥得名于该地区的一座石桥。在元朝、明朝以及清朝前期，前门以外到天坛之间存在着一片水域，为了方便皇帝每年的祭天活动，明永乐十八年（1420年）人们在今天天桥地区修建了一座南北走向跨河的石拱桥。据史料记载，这座石桥位于今天坛路西口、天桥南大街北口和前门大街南口之间的位置上，桥长约8米，宽约5米，所用石材为汉白玉，共有三梁四栏；在石桥两侧各建有一座木板桥供市民通行，石桥为皇帝祭天专用通道，平时不允许普通市民接近。由于这座石桥是皇帝祭天专用的，因而被人们称为“天桥”。由于人们将这座桥看作龙的鼻子，因而桥下的河流便被看作是龙的胡须，被人们称作龙须沟。
清后期，由于城市的发展，北京城南的水系萎缩，天桥变成有桥无河的旱桥，清光绪三十二年（1906年）为了整修前门到永定门之间的马路，北京市政当局将天桥改为平面矮桥，并桥面上铺设的石板拆除，改铺碎石；1929年，为铺设有轨电车轨道，进一步减小天桥的弧度，使之成为与地面水平的平桥，1934年拓宽正阳门和永定门之间的马路，天桥的汉白玉桥栏板被拆除，从此天桥作为一座石桥彻底消失，天桥地区开始了有名无桥的历史。
2013年，复建的天桥亮相，結束了天橋近80年“有名無橋”的歷史。然而，由於天橋遺址所在地已是交通繁忙的十字路口，因此復建的天桥，位置向南偏移了40米，而天橋遺址原位將以“印記”方式標示。

## 历史
天桥地区地处永定门和正阳门之间，是自南方进入北京的必经之路，修建了天桥之后就更加繁华了。于是逐渐出现了自发的市场，明代中后期由于外城的修建，天桥地区成为北京城市区域的一部分；清顺治年间，朝廷颁布迁汉令，要求所有居住于内城的汉族民众迁往外城居住，这一措施进一步刺激了天桥地区商业的发展。
清代道光、咸丰年间，天坛的西坛根和北坛根，先农坛的东坛根和北坛根有一批社会底层的流动摊贩聚集，形成了贩卖日用百货和食品的自发市场，由于市场是自发形成了，政府并不向这些市场的摊贩征税，因而进一步促进了市场的发展。市场迅速扩张，一些茶馆酒楼相继在此开业，不久在天桥东侧又形成了一个贩卖鸟类的鸟市，天桥西侧则形成了一个金鱼市场。
除了自发市场，天桥地区的十余所庙宇定期形成的庙会也对整个天桥地区的发展产生了非常重要的作用，每逢庙会舞狮、中幡、秧歌、摔跤等民间技艺竞相上演。
清末民初，为了溥仪皇帝祭天的需要，市政当局修建了天桥南大街，将马路附近的空地进行了平整，驱散了天桥的自发市场，结果造成了天桥的萧条，后经过商户与市政当局的协商，天桥地区重新招商，而且由于修建和平门外大街，原本在海王村举办的厂甸庙会一度与天桥市场合并，由此在天桥地区逐渐形成了以百样杂耍、小食品和低档日用消费品为主的综合市场，就是从这个时期开始，出现了所谓“天桥八怪”的说法，天桥八怪的出现，是天桥发展历史上的一个里程碑，它标志着天桥作为一处文化活动场所，得到了北京市民的广泛认同，同时也标志着天桥的百样杂耍表演已经成为该地区文化以及北京社会底层市井文化的一个标志。
北洋政府时期一直到1937年芦沟桥事变爆发之间的时间，是天桥的黄金时代，民间艺人的表演日趋成熟，大金牙、云里飞等人成为其中的领军人物，同时新世界游艺园等现代游艺设施的兴建，不仅提高了天桥的整体品味，同时也使天桥进一步成为北京的娱乐中心。
1937年后，由于日本军队占领北京，市井萧条，普通百姓生活水平下降，以杂耍和其他娱乐也为主要经营项目的天桥也随着时局转趋萧条，从此直到1945年8月日本投降，才稍见起色，但不久由于国共内战和经济危机的影响，天桥再次遭到打击。
1949年后，新的北京市政府对天桥进行了整治，清理了市场中的黑社会组织，同时对撂地艺人的演出内容提出了管理规范，禁止了一些内容的表演，1957年，由于反右政治运动的爆发和三年大饥荒等人祸的发生，天桥市场在多方面压力的共同作用下自动解散了，从此代表北京市井文化的天桥消失了，保留下来的仅仅是一个引人回味的地名。

## 天桥文化

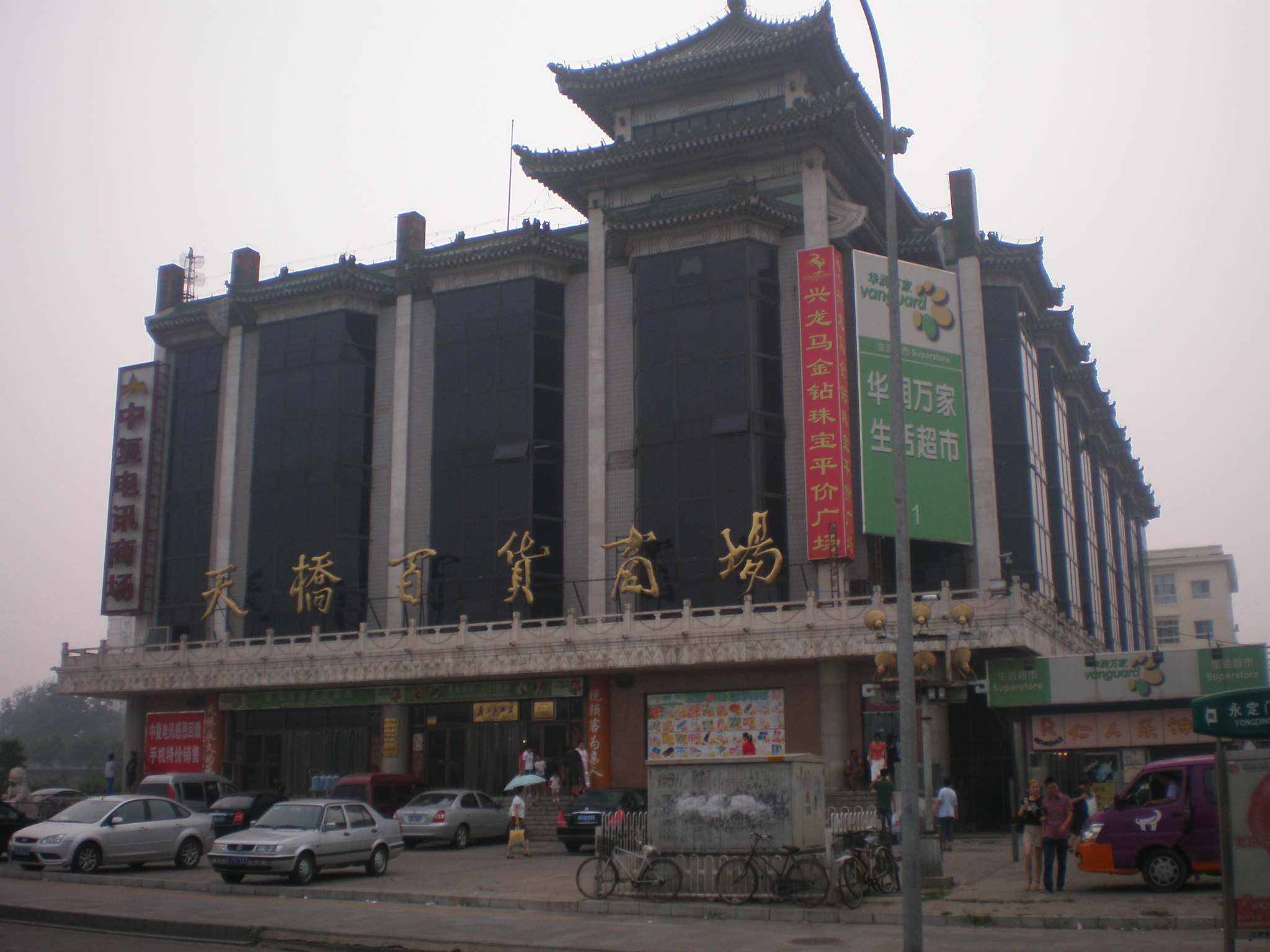
天桥百货商场

天桥文化是北京市井文化的代表，“三教九流、五行八作、什样杂耍和百样吃食”就是对它一个形象的描写。在天桥市场出售的日用百货和小食品价格非常便宜，受到社会底层市民的欢迎，在天桥上演的各种民间艺术也大多迎合了底层市民的欣赏口味，其中包括了各地常见的评书、相声、评剧、梆子、大鼓书、魔术戏法，也有比较少见的洋片、训蛤蟆，甚至连市井骂街都成为天桥艺人表演的项目。另外出售药品和医疗服务也是天桥市场的一大特色，一些江湖郎中，在天桥出售自制药品，兼提供拔牙修脚等简单的医疗服务，由于价格远较正规医院和私人诊所便宜，因而深受底层市民的欢迎，这些郎中有时在卖药的同时还会表演武术、硬气功等，非常热闹，传统相声名段《大保镖》就是脱胎于天桥卖大力丸的艺人。在北京甚至还出现了与天桥相关的歇后语：“天桥的把势——光说不练”。
在天桥文化中，值得专门提出的是戏棚，在天桥撂地卖艺的艺人，积攒一定收入具有一定经济实力后，便会组成自己的戏班并兴建戏棚，在固定场所演出，天桥的戏棚最多时达到了三十余家，这些戏棚大多以芦席、铁皮板等为主要建筑材料，堆土为台，戏棚规模大者可容纳七百到八百人，小者可以容纳一百人左右。京剧名角荀慧生、评剧名角新凤霞都是从天桥戏棚走出去的艺人。
天桥作为北京市井文化的代表，出现在很多文化作品中，作家张恨水的《春明外史》、《啼笑姻缘》、老舍的《龙须沟》等都是以天桥地区为故事背景的。

## 现状
1957年后，天桥的艺人后多不再天桥聚集，这些人有的改做他行，有的成为文化骨干或运动员。文化部在2004年启动了中国民族民间文化保护工程，天桥文化也被列入其中。
目前天桥地区与北京其他地区完全一样，进行了大量的旧城改造和道路拓宽工程，现代的高层住宅楼和宽大的马路取代了传统的建筑，现在的天桥地区早已经没有了当年的气息。在整个天桥地区，还有天桥剧场和天桥乐茶园两家文化机构从事文艺演出工作，前者演出电影戏剧戏曲等，后者以曲艺为主要表演内容，2015年在天桥剧场东侧建成的北京天桥艺术中心则以音乐剧、戏剧为主要演出内容。另外，在天桥有一座民俗文化博物馆，陈列和展示了曾经存在于这里的市井文化。
天桥乐茶园在2000年后被北京德云社文化传播有限公司收购。现为德云社的大本营。观众还可以欣赏老天桥遗留的曲艺节目，包括相声、评书、西河大鼓、快板书、山东快书等曲种。